# Блекуа Пердисес, Хосе Мануэль
Хосе́ Мануэ́ль Блеку́а Перди́сес (исп. José Manuel Blecua Perdices; род. 1939, Сарагоса) — испанский филолог, директор Королевской академии испанского языка в 2010 −2014 годах. Сын филолога Хосе Мануэля Блекуа Тейхейро и брат филолога Альберто Блекуа Пердисеса. В 2006 году был принят в Королевскую академию испанского языка и занял кресло h. 16 декабря 2010 года Блекуа был избран директором этого учреждения.

## Сочинения
- Atlas de la literatura española. Barcelona, Jover, 1979.
- Lingüística y significación. Barcelona, Salvat, 1973.
- Gramática española. Barcelona, Ariel, 1979.
- Qué es hablar. Barcelona, Salvat, 1982.
- Literatura española. Madrid: SA de Promoción y Ediciones, 1988.
- Diccionari avançat de sinònims i antònims de la llengua catalana. Barcelona, Bibliograf, 1997. 7.ª ed.
- Estudios de grafemática en el dominio hispánico. Salamanca, Universidad de Salamanca / Instituto Caro y Cuervo, 1998.
- Diccionario general de sinónimos y antónimos. Barcelona: VOX Universidad, 1999.